# 馬丁·路德
馬丁·路德 OSA（德語：Martin Luther，發音：[ˈmaʁtiːn ˈlʊtɐ] ⓘ，1483年11月10日—1546年2月18日），德意志神學家、哲學家，神聖羅馬帝國教會司鐸兼神學教授。其於十六世紀初發起德意志宗教改革，后来扩展为影響全歐洲的宗教改革，並促成新教的興起。路德強烈質疑贖罪券，反對聖座關於藉金錢換取上帝赦罪的教導。1517年，路德在維滕貝格諸聖堂門前貼出了《關於贖罪券效能的辯論》（即《九十五條論綱》），討論教會腐敗問題，并分別於1520年和1521年拒絕教宗良十世與神聖羅馬皇帝查理五世要求他撤回相關文件的命令。这導致路德最终被聖座判處破門律，同时被神聖羅馬帝國定罪。
路德指出，救恩是上帝的恩典，是祂白白給予人類的禮物。他認為救贖並不是透過善功，而是單單藉信靠耶穌基督作為救贖者而獲得的。路德的神學教導《聖經》是上帝啟示的唯一來源， 這無疑是挑戰教宗權威。他更指出天主教會強調的等級制度（即聖統制）明顯違反了《新約聖經》中「信徒皆祭司」的教義。接受路德神學思想的人普遍被稱為路德宗信徒。
路德將拉丁語《聖經》翻譯成平民慣用的德意志方言，使之更淺白易明，此舉對教會和德國文化產生了巨大的影響。其《路德版聖經》也促進了現代標準德語的發展，為當時的翻譯學作出诸多貢獻，更影響了後來英語《詹姆士王聖經》的刊行。路德的詩歌著作亦影響了教會歌唱的發展。另外，他與卡塔琳娜·馮·博拉的婚姻為當時社會樹立了榜樣，重申了教會牧者同樣享有婚姻自由。

## 早年

### 出生

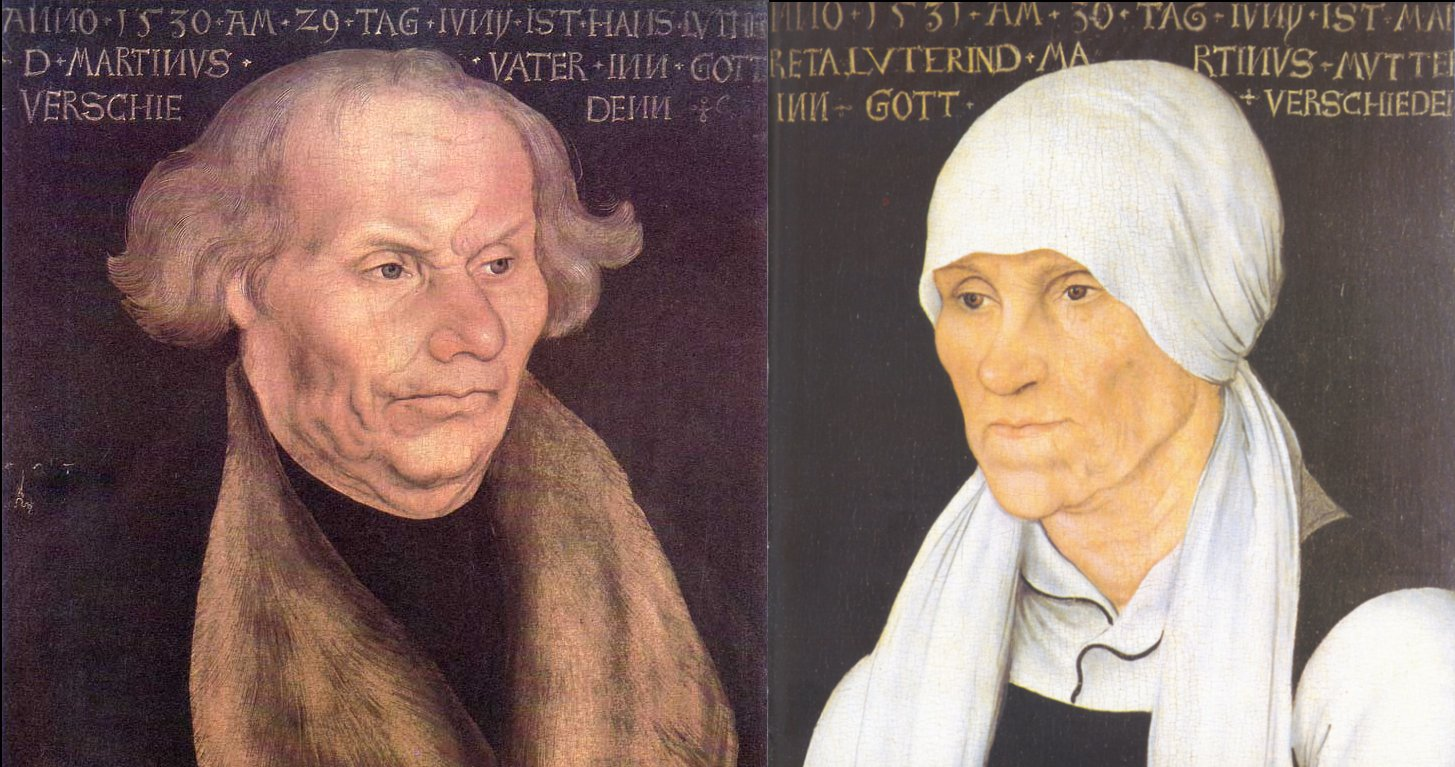
馬丁·路德的父母肖像

1483年11月10日，馬丁·路德生於神圣罗马帝国萨克森選侯國的艾斯莱本，其父为漢斯·路德（Hans Luder，後改名Luther，1459年—1530年），母为玛格丽特·林德曼·路德（Margarethe Lindemann Luder，1459年—1531年）。父母親是貧窮的務農人家，父親力爭上游，經多年努力，後成為承租銅礦場和冶煉場的礦主。他的父母信奉天主教，而且十分热诚。
馬丁·路德在出生後第二天“都爾的聖馬丁”紀念日接受了嬰兒洗禮，因此得名馬丁。隔年，他父親舉家遷到鄰近的曼斯费爾德，當時艾斯莱本和曼斯费爾德约有数千居民。

### 早年學業

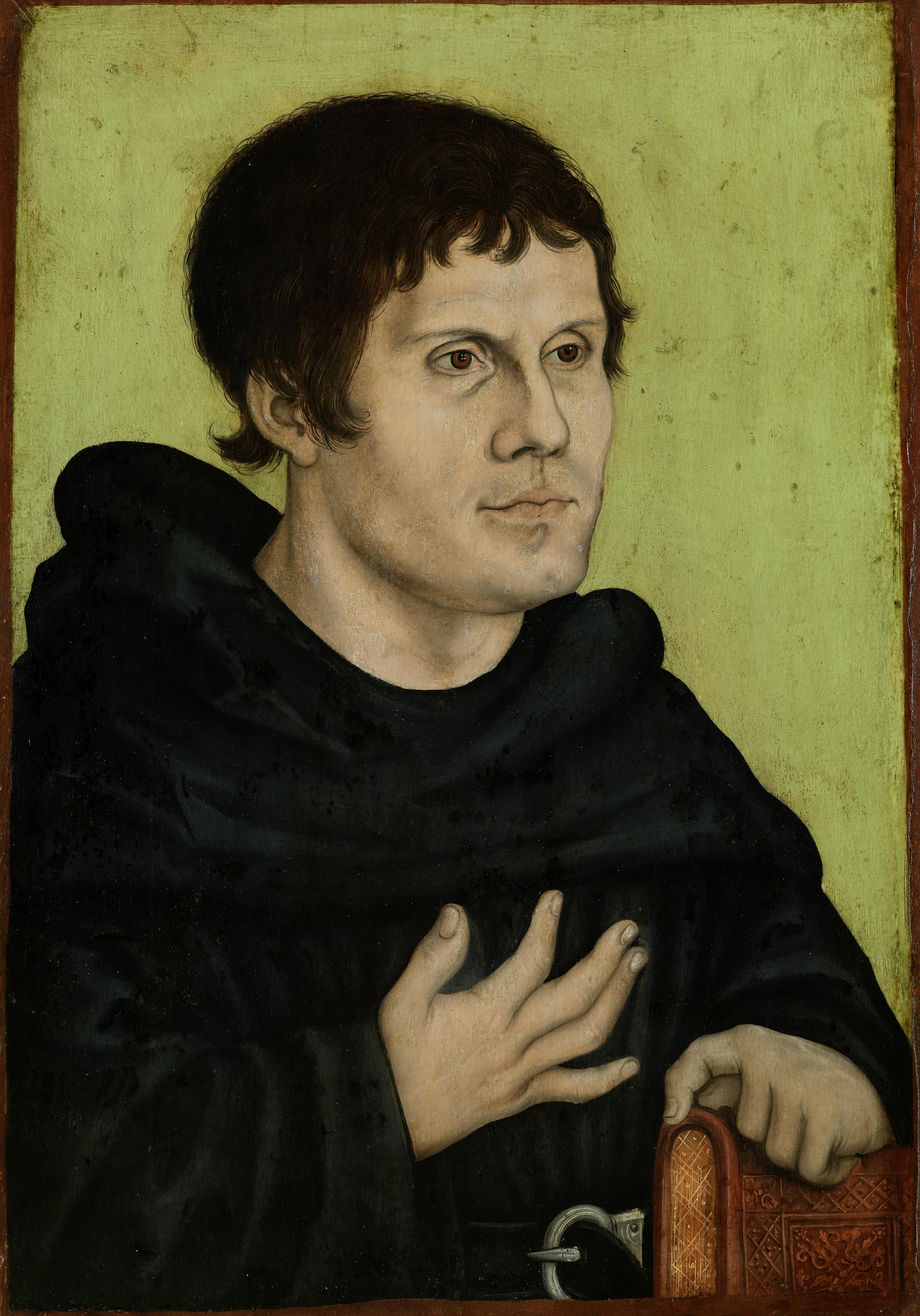
路德作为奥斯定会修道士

馬丁·路德在曼斯费爾德鎮長大，是九個孩子中最年長的。他的父母親極為嚴格。
1488年，不到6歲的路德進入當地的拉丁文學校曼斯费爾德小學就學，學校十分嚴格。路德後來稱他的早年如同煉獄，回憶這段求學的歷程曾說:「學校如監牢，教室如囚房，老師像殘暴的獄卒，學生像馬廄的驢子。」
1497年13歲那年，路德在馬格德堡待了一年，教導他的是中世纪晚期出现的共同生活弟兄會（拉丁語：Fratres Vitae Communis）的教士。
1498年14歲，他的父母將他送到大城爱森纳赫方濟會辦的聖喬治拉丁文學校就讀。爱森纳赫是路德母親的家鄉，路德也在一旁的聖喬治教堂聚會，並參與詩班的服侍，路德很喜愛音樂，還與其他的孩子們共組了一個唱詩班，到別人家裏演出，賺得一些小費。(爱森纳赫也是一百年後大音樂家约翰·塞巴斯蒂安·巴赫的出生地，巴哈也在聖喬治教堂受洗，並參與它的詩班，後來同樣就讀聖喬治拉丁文學校，這間學校至今還在)。
路德優美的歌聲和真誠有禮的態度，得到烏爾蘇拉·科塔（Ursula Cotta）的注意，烏爾蘇拉是路德的遠房親戚，她的丈夫是爱森纳赫的市議員，父親曾是市長。烏爾蘇拉看出路德的天份，注意到他認真投入教會服侍，於是和丈夫邀請路德住在科塔家，照顧他們幼小的孩子，科塔家提供免費的食宿與家庭式的溫暖給異鄉的路德，有人形容，真摯溫暖的烏爾蘇拉就像是路德的第二個母親。
路德这三所学校专注于所谓的“三艺”：语法，修辞和逻辑，他受益匪淺。他對拉丁文、修辭學、邏輯學、神學、音樂的知識，都是在那時候打下的基礎。而路德對爱森纳赫的老師也很敬佩。
1501年，17歲的路德進入图林根有名的爱尔福特大学哲学系就学，開始的時候他在班級裡面排名很低，但他非常用功，漸漸名列前茅，於1505年取得法學碩士。路德学习了亚里士多德的学说。亚里士多德的学说从13世紀托马斯·阿奎纳开始成为中世纪經院哲學的基礎，亞里士多德強調人的邏輯和實證，但路德漸漸覺得上帝的愛和上帝的啟示對於人認識上帝更重要。學校裡的教授教導學生不要崇拜權威，要自己實證，這一點路德後來是充分發揮了。路德後來對埃爾福特大學也評價甚低，稱之為酒吧和妓院，學習盡是死記硬背，屬靈貧瘠。路德那時就是一個很敏感、很情緒性的少年，這種個性對他的發展影響很大，促使他後來要迫切地尋求人得救的確據，進修道院、研究《聖經》，都與此相關。

### 修道院的困惑

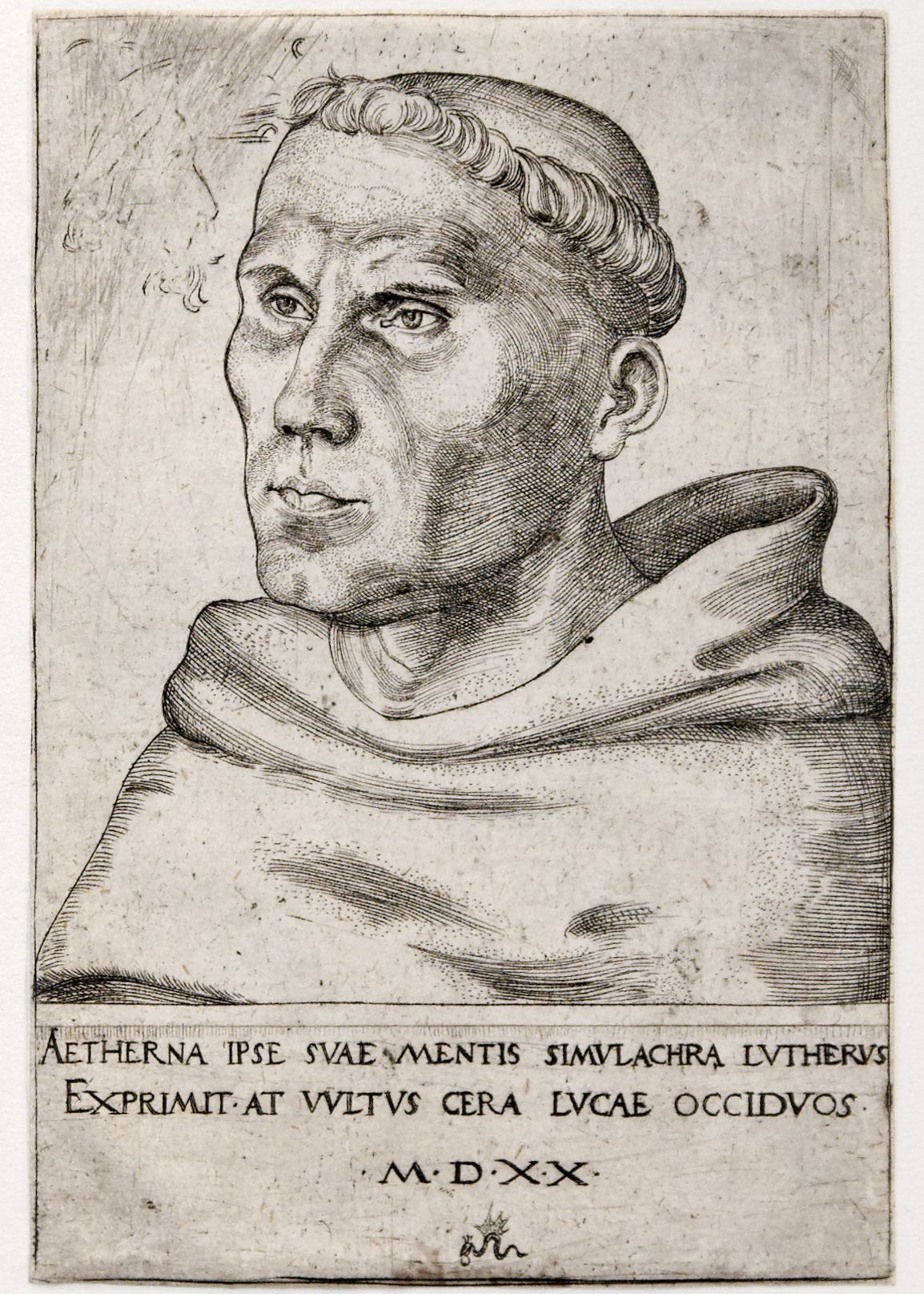
马丁·路德修道士时期的画像

馬丁·路德畢業後按照父親的願望進入法學院繼續攻讀博士學位，看似前途似錦，將要進入社會的精英階層。但他內心卻對死亡和審判產生了很多的恐懼，1505年7月2日，他在回學校的路上，在施托滕海姆（Stotternheim）險些被閃電擊中，在危急之時，他对矿工的主保圣人呼喊说：“圣安娜，救我一命，我愿意成为一个修士。”出于還願，脫險以後，他進了埃爾福特的奧斯定會修道院，開始是見習修士，1507年2月27日他被祝聖为神父。這件事使他的父親非常憤怒，因為父親認為進入修道院是放棄家庭責任。
奧斯定會修道院要求非常嚴格，路德在修道院的學習中，非常遵守修會的清规，但他發現自己在很多細節的事情上以及心靈的深處仍然有罪。很多在別人看來實在微不足道的事情和想法，他按照上帝的標準來省察，發現都是罪，那就一定要懺悔才能得赦免，於是他花很長的時間認罪告解，甚至讓聽告解的修士都不堪忍受。但即使如此，也肯定還有自己忘記了，或者連自己都沒有意識到的罪，這讓他對自己能否得到上帝的拯救產生懷疑。他常常陷入靈性的黑暗。
這段時間，他遇見了修會的教區長约翰·冯·施陶皮茨（1460-1524），得到許多的鼓勵與支持。施陶皮茨的思想傾向於密契主义，這種思想並不否認認罪告解，但強調向上帝的全人降服，將自己交託給神，與上帝產生一種奧秘的契合，從中得到平安，認為過度的強調人的善功是一種對上帝驕傲的表現。路德試圖嘗試這種交託，但效果不穩定。施陶皮茨是剛成立不久的维滕贝格大學的教務長，看出他在學術上的天賦，鼓勵他繼續學習，也希望學術上的研究能夠解決他自己靈性上的問題。路德於是開始邊學習，邊教學。1508年獲得聖經碩士學位，1509年獲得神學四綱碩士。他还學習了古希臘文和希伯來文。
1510年路德被他的修會派往罗马教廷討論修會的問題，他对聖座的不认真和道德败坏非常失望，也使他對教會的問題有了切身的了解。

## 領悟“上帝的義”與“人的信”

路德的肖像，由老卢卡斯·克拉纳赫所画，1546年。

1511年路德正式遷往維滕貝格，此後在此居住終其一生。1512年他獲得神學博士學位，成為维滕贝格大学的教授。除了教书以外，他是當地聖奧斯定修會的修士，他同时还要监督好几家修院，管理修院的产业，并在当地的教堂中當司祭，甚至要帮忙调解一些本地人的纠纷，忙得不可开交。
1513至1516年間，路德開始講授詩篇、羅馬書、加拉太書等《聖經》書卷，一些他原来的讲义和听课笔记保留至今。在這個教學的過程中，他覺得找到了自己十年来所寻找的真理：“義人必因信得生”。他的思想最重要的來源是下面這段《聖經》經文：
因为上帝的义，正在这福音上显明出来；这义是本于信以致于信。如经上所记，义人必因信得生。（罗马书1:17）
路德自己後來這麼解釋：
我極其盼望能理解保羅的‘羅馬書’，一切都很順利，唯一不能解決的就是‘上帝的義’這個用語。我一直以為它是指上帝大公無私，凡行不義者祂必懲罰的意思。我雖是一位無可指責的修道士，但在上帝面前我仍是良心不安的罪人，我也不知道我的善行能否平息祂的怒氣。因此我不愛這位公義而震怒的上帝，相反地我恨惡祂，並向祂發怨言。但我還是緊抓住保羅的話，誓要弄清楚祂的意思。
我日以繼夜地思索‘上帝的義’的問題，直到我看出它與‘義人必因信得生’的關係。不久我便明白到正是靠著‘上帝的義’，上帝通過恩典和憐憫使我們因信稱義。我立時感到自己已得重生，樂園的門大開，讓我進入。《聖經》的一切話語有了新意義，從前‘上帝的義’令我聞而生厭，現在它使我在更大的愛中有說不出的甜蜜。保羅這段話使我進入天堂之門。

如果你真相信基督是你的救主，你就立刻有了一位恩典的上帝，因為信心帶領你進入並打開上帝的心思意念，你就能看見完全的恩典和豐富的愛。在信心裡看上帝，你就看見他為父、為友的心腸，其中沒有憤怒，全是恩典。那看上帝是憤怒的，沒有正確地看見上帝，而只是看見一層簾子，好比有一層烏雲遮住了他的臉”。
“靠著上帝的義，上帝通過恩典和憐憫使我們因信稱義”，這是路德的神學觀的基石。後來，從這個思想衍生出來對贖罪券的否定，進而對教會和教宗的赦罪權柄的否定，對教會禮儀的否定，從而與羅馬教會分道揚鑣。路德說這個想法是他在維滕貝格修道院裡面所領悟的，他說比起後來的九十五條等等事情，這才真正是他的人生轉折點。
這個領悟對他自己不僅是一個學術問題，而且有很重要的個人意義，在他的屬靈黑暗裡面開出一道亮光。他一生後來仍然會經歷屬靈的黑暗時期，他會陷入一種光景，懷疑神的恩典和慈愛。但當這種情況再出現的時候，聖經就成為他的幫助，成為他的信仰的磐石，因為他在中間看見神飽含恩典的義，而不再是一位震怒的神。

## 引發宗教改革運動[13]

### 九十五條論綱（1517）

贖罪券發售情形（木刻作品1530年）

出售贖罪券的做法大概在十一世紀十字軍的時候開始出現，讓信徒能以金錢的捐獻贖買將來在煉獄的苦刑，還可以給已經死去的人代購贖罪券。聖座派往神圣罗马帝国推銷贖罪券的道明会修士約翰·鐵支勒甚至如此说道：“当你为某个炼狱中的靈魂捐献银钱，投进捐献箱，发出叮当一响时，他就从炼狱中应声而出。”或簡稱“銀幣叮噹落進箱底，靈魂雀躍跳出煉獄”）。贖罪券的理論是認為耶穌和聖徒有多餘的功德，教會有權利釋放給其他信徒，為他們代贖那些非永恆的罪罰。煉獄是不完全的信徒死後暫居的地方，接受暫時的懲罰，煉淨以後才得上天堂。贖罪券在那個時代成為聖座的重要經濟來源。
1517年教宗良十世開始一次特別大規模的贖罪券出售，有兩個起因，一是聖座需要建造羅馬的聖伯多祿大殿，另外，一位阿尔布雷希特主教為了要做美因茨的樞機主教，向富格爾家族借了很多債，以上交給教宗。（當時的主教職位常常以奉獻的名義變相出售。）聖座授權阿爾佈特在他的屬地出售贖罪券，所得由雙方平分，但對外宣傳只稱是修建聖彼得教堂。這次出售的贖罪券很特別，是全大赦贖罪券，可以贖買過去所犯的罪攢下來的所有刑罰，將購買者重新恢復到好像初生嬰兒的純潔狀態。一般的贖罪券只能贖煉獄的一些年數，這麼無限制特效的贖罪券是很罕見的，立刻轟動各地。出售贖罪券伴隨著很大規模的“促銷活動”，有專門的出售特使到各地去，舉辦遊行、演講，一時搞得轟轟烈烈。路德所在的薩克森地區其實是沒有出售這種贖罪券的，因為贖罪券的出售需要當地領主的同意，這中間往往有很多的政治鬥爭，而薩克森的腓特烈親王不許，以保護當地教堂與聖物相關的贖罪券，但也有不少人去鄰區購買，可見其盛況。

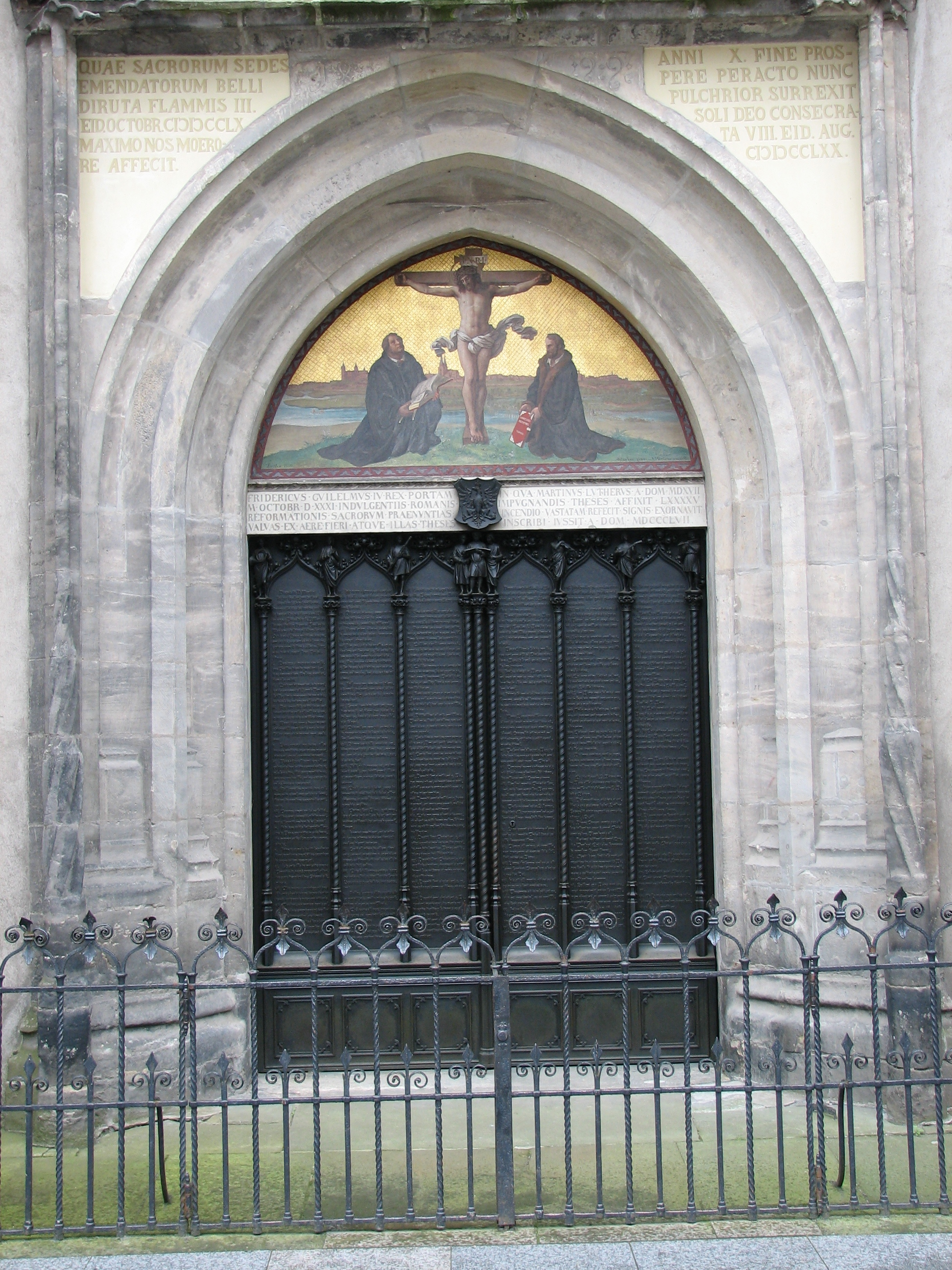
現在的維滕貝格教會大門（攝於2006年）

1517年10月31日，諸聖節的前一天，路德在當地教會的門上貼出佈告九十五條論綱，列出反對贖罪券的九十五條論點，徵求學術的辯論。九十五條的主要論點是：得神赦免的唯一途徑是悔改（#1）。贖罪券只能贖買從人來的懲罰（#34），不能贖買人在煉獄中所受的刑罰，第一，因為那是神所加的刑罰，教會法或者教宗無權減免（#5,#20,#22）。第二，贖罪券也不能換取耶穌和聖徒的功德來減免刑罰（#56-#58）。贖罪券反而助長發行經手人的貪婪（#66,#67），引發大眾對教宗的反對（#81），是對信徒進入天國的虛假的平安保證（#95）。九十五條的第一條和最後一條是這樣的：“當我主耶穌基督說「你們應當悔改」時，衪的意願是希望信徒們畢生致力於悔改”。“唯有經歷各種苦難，而不是虛假的平安擔保，才能有把握進入天國。”
九十五條是以拉丁文寫成的，本意是徵求學術的辯論。但有人將它翻譯成德文，以剛剛盛行起來的印刷術印刷發行，立刻不脛而走，傳遍德意志和整個歐洲。一般認為這是宗教改革運動的開始。
嚴格來說，路德並沒有說贖罪券是絕對錯誤的，他只是說（#68）“和神的恩典及十字架的虔誠相比，贖罪券實際上是最微不足道的”。他承認教宗在地上也是有懲罰會眾的權利（#5），贖罪券可以滿足這種在地上的懲罰（#34）。但這一點幾乎只有理論上的意義，從通篇來看，他的反對的口吻是很明確，甚至很激烈的，作為“虛假的平安保證”（#95），贖罪券的弊端遠遠大於其效用。
路德的想法後來有很多發展。當時路德對於聖座和教宗的權柄還是尊重的，特別是對於教會法，他認為權柄更在教宗之上。比如談到教宗的懲罰和赦罪的權柄（#5）：“教宗只能赦免根據自己的權柄或根據教會法的權柄加於人們的懲罰”，這是承認教宗的權柄，但他在1518年的文章中說““我們無須懼怕在被開除教籍的情況下死去。假如被開除教籍的判決是公正的，被定罪的人若憂傷痛悔，仍然能得救；若判決是不公正的，他就有福了”。這其實是否認教宗的權柄。對於教宗是否能夠釋放耶穌和聖徒的功德以減免刑罰，他當時持懷疑態度但並沒有完全否認，他說（#56）:"教宗宣稱他所賜予的赦罪恩惠是取自教會的「寶藏」，基督信徒對此「寶藏」既未充分討論，也不了解"。他在1518年寫的關於九十五條的闡釋，進一步發展了他的思想，認為聖徒是沒有多餘的功德的，因為他們所行的都是應該的，而耶穌的功德也不能通過贖罪券來得到。1518年11月9日，教宗發布教諭，澄清了關於贖罪券的一些觀點，明確提出通過教宗的祈求，上帝會將基督和聖徒有餘的功德釋放出來減免人在煉獄暫時的刑罰。但到那時候，路德的思想已經進一步發展，只承認《聖經》的權威，不再接受教會法能有與《聖經》一樣的權威，所以教宗教諭已經不能成為贖罪券的理論依據。另外，寫九十五條的時候，他對於煉獄的觀點還是接受的，但後來的看法改變了。

### 政治壓力（1518）

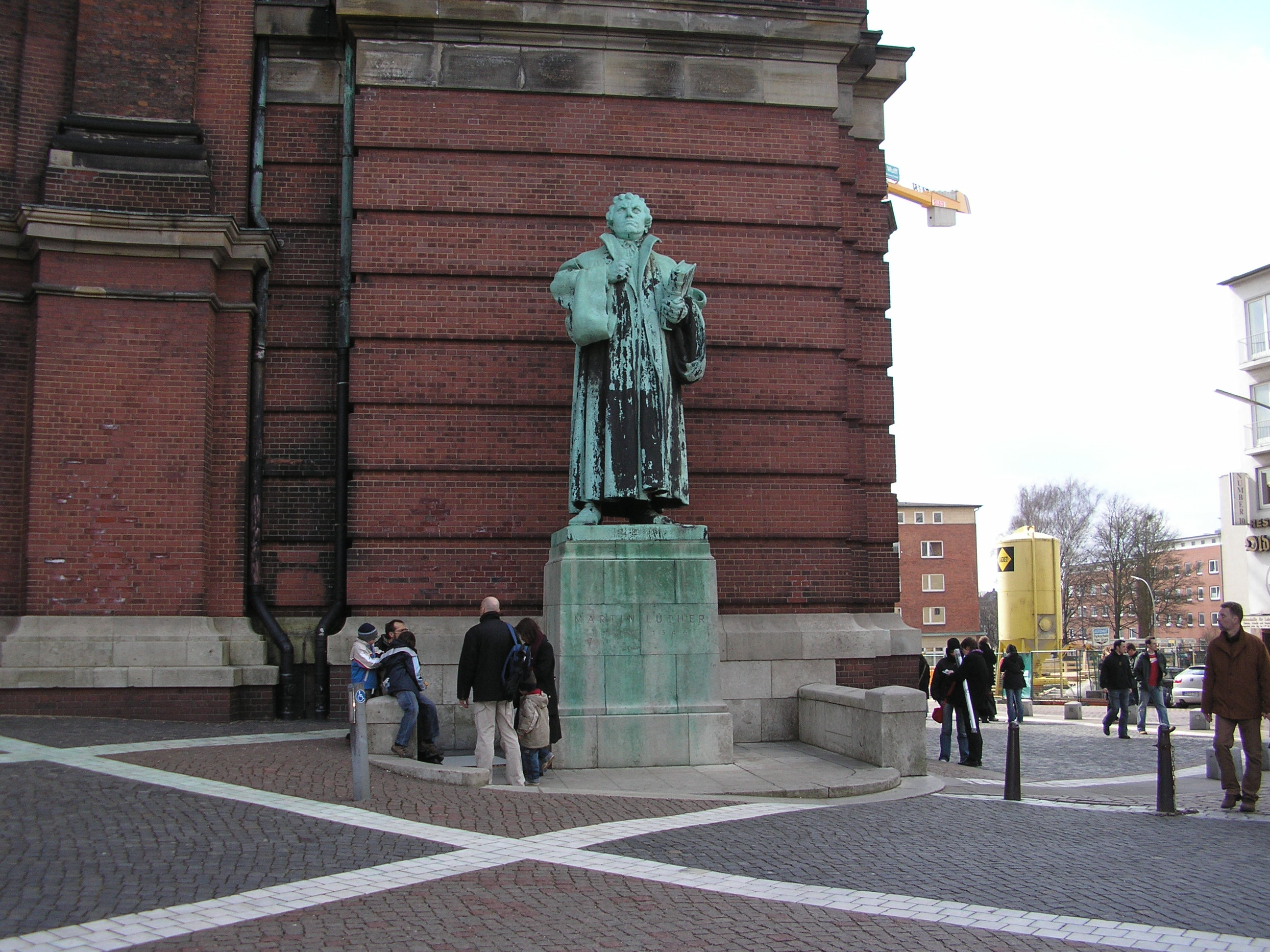
汉堡市圣米雪埃丽教堂旁的路德纪念像

發表“九十五條”的時候，路德的立場是希望能夠革除陳弊，改革教會。在後來的幾年裡聖座通過很多不同途徑施加壓力，試圖讓路德改變立場，但都未果。路德在修會、大學、貴族、群眾中都有很多支持者，教宗處理起來需要非常小心。在這段政治拉鋸戰的過程中，路德的思想進一步發展，與羅馬教會的思想完全分道揚鑣。到後來沃木斯議會審判的時候，雙方已經完全對立，沒有轉圜的餘地。
教宗首先希望奧斯定會能夠內部處理。第一個機會是1518年4月修會的德意志教區在海德堡舉行三年一次的例會聚會，修會的總長助理給德意志教區長施陶皮茨命令，讓他批倒路德，但施陶皮茨立場比較中立，他沒有把這個會議開成一個審判會，而是按原定方案進行基本神學的討論，這給了路德公平的申辯機會。去參加會議的時候，路德很擔心他的人身安全，帶著很大的壓力，但結果如釋重負，雖然有很多嚴厲反對他的，但也有很多他的同情者，還贏得了一批支持者。一些他的聽眾成為他的支持者和後來的改革者，其中包括約翰·布倫茨，馬丁·布沙，可能還有塞巴斯蒂安·弗蘭克。路德在這個聚會上參加辯論，辯護聖奧斯定關於人全然敗壞、唯有靠十字架得救的神學命題，這與因信稱義的觀點相輔相成。正是因為人全然敗壞，不能自救，所以唯有十字架上能救贖人，人能做的僅僅是因信稱義。以前路德因為自己的罪而對得救產生懷疑，但現在他卻坦然承認人的全然敗壞。
這段時期，路德的思想在不斷的發展當中，也寫了許多的文章。他寫了“關於九十五條之分析”，中間有一些更深入的分析。他的文章，連他的講道、講章都被人刊印出來，帶領了各地宗教改革的思想。他的教會觀在改變，不再認為教會無誤，他說，“從前的羅馬教會，在貴格利一世以前的時候，並不高於其他教會，至少不高於希臘教會”，他又說：“我們無須懼怕在被開除教籍的情況下死去。假如被開除教籍的判決是公正的，被定罪的人若憂傷痛悔，仍然能得救；若判決是不公正的，他就有福了”。
1518年8月7日，路德接到一張羅馬的傳票，要他在60天內到羅馬出庭，回應對他的異端和抗命的控告。去羅馬受審將是危險重重，經過他所在的薩克森的領主智者腓特烈的斡旋，路德得以於10月12至14日，在奧格斯堡的帝國議會期間，接受樞機主教迦耶坦的私下審查，並且得到教宗給予的人身安全保證。
迦耶坦提出1343年的一份教宗教諭，其中說：“耶穌藉著他的犧牲取得了一個寶藏”，以此為贖罪券的理論基礎。路德回答說：“我不會這樣大膽，為了教宗一篇含糊不清的諭令會撤銷《聖經》諸多清楚的見證，因為正如一位教會法法學家所說的，‘在信仰的問題上，不但一個教會議會高於教宗，而且就是任何一個信徒，若有更好的權威和理由，都高過教宗’”。主教提醒路德，《聖經》本身是要加以解釋的，教宗便是那解釋者，教宗高於議會，高於教會中的一切。路德反駁說：“教宗宗座濫用《聖經》，我否認他高於《聖經》”。至此雙方已經陷入僵局。路德聽說主教得到諭令要逮捕他，便乘夜逃走，回到維滕貝格。路德這時候已經漸漸形成了“唯獨聖經”的思想，而不再像在寫九十五條的時候，還承認教會法的權威。
智者腓特烈是一個對於信仰很認真的人，他繼續為路德申辯。12月18日，他向教宗呈信：“在各大學中有學者認為他的教導並未被顯示為不正、不合基督徒體統，或屬異端。我們希望羅馬能夠對此問題有所判定。至於將他解往羅馬或者將他驅逐出境，只有在他被判為異端之後我們才會依此而行。他要求辯論，以及請各大學來判定的請求，應予以考慮。應該明示他在哪一方面為異端，而不應預先便把他定罪”。腓特烈有很大的政治實力，正好1519年1月12日神聖羅馬帝國皇帝馬克西米連一世逝世，作為選侯，腓特烈的力量舉足輕重，教宗不得不慎重考慮他的意見。
教宗派出特使去見腓特烈和路德，1519年1月5日到6日他與路德會談，達成停火協議，路德同意，只要天主教會不繼續發言，他也不再辯論和發表文章。

### 萊比錫辯論（1519）
停火協議很快就被破裂了。英戈尔施塔特大學的神學家约翰·埃克是路德的一位老朋友，也是一位很卓越的學者，他發表了一系列文章，反對路德的觀點。1519年6-7月，埃克邀請路德的同事安德烈亚斯·卡尔施塔特在萊比錫進行一場辯論，路德和同事梅兰希通還有許多維滕貝格的學生旁觀。埃克顯然是想與路德辯論的，只是由於前面所提的的停火協定才避開鋒頭。開始的時候，埃克與卡爾施塔特就人的自由意志和恩典進行了辯論，後來路德還是加入辯論，就更尖銳的聖座的權威問題進行爭辯。整個辯論持續了18天之久，雙方僵持不下，最後，主會的喬治亞伯爵不得不宣布休會。
關於羅馬教會的權威問題，埃克持天主教的傳統觀點，認為這是耶穌授命彼得所建，從一開始就有比其他教會更高的、從神而來的地位。路德認為羅馬教會的地位是近400年來才由人建立的。這個爭論涉及一段《聖經》的理解問題，經文是在馬太福音16:18，耶穌對彼得說：“你是彼得，我要把我的教會建造在這磐石上”（中文和合本譯文），這裡“彼得”這個名字有石頭的意思，天主教認為“這磐石”是指彼得而言，路德認為這磐石是耶穌基督，彼得的意思是小石頭，不是教會的基礎。除了這個經文的問題以外，還有一個歷史的問題，就是羅馬教會是否從一開始就有高於其他教會的地位。埃克提出一份第一世紀的文件，據稱是羅馬的一位神父所寫，中間提到羅馬教會享有眾教會的首領地位，這個權柄不是來自人，而是來自主耶穌。路德說這不可能是當時的那位神父所寫的。確實這份文件已經被後世，包括天主教，普遍承認是中世紀850年左右編造出來的伪伊西多尔《教令集》之一。埃克警告路德他是在走100年前被燒死的異端教徒揚·胡斯的老路，會帶來造反和流血，路德說承認聖座的權柄不是來自神不等於就要造他的反，埃克說你看看歷史吧。
在準備這場辯論的過程中，其實路德關於聖座的看法已經更加激進了，只是這個想法還不太成熟，在辯論中間還沒有表達出來。在3月份他寫給友人的信裡，他說：“為了準備辯論，我在研究教宗的聖諭，我跟你悄悄說一件事，‘我不知道他是敵基督還是基督的使徒’”。過後，到1520年2月的時候，路德在更多地研究了胡斯的學說以後，說：“我們都是胡斯派，只是不知道而已”。埃克向教宗做了匯報，將路德稱為薩克森的胡斯。至此，停火協議已經完全作廢，路德的影響更大了。

### 信仰告白與開除教籍（1520）
1520年6月15日，教宗發表詔書，下令焚燒路德的一切書籍，命令路德在60天內撤销他的41项言论，不然他將被革除教籍。教宗派出特使到各地頒布和執行詔書，焚燒路德書籍。10月10日詔書正式送達路德。在這前後几个月內，路德也相继发表若干文章，澄清和强化了他的观点，最重要的是下面三篇：
- 《致德意志基督教貴族公開書（英语：To the Christian Nobility of the German Nation）》（1520年8月出版）

論述教會和教宗的權柄。提出“萬民皆祭司”（彼得前書2:9，啟示錄5:10），因此信徒有權來改革教會。呼籲德意志的基督徒貴族推動教會的改革，並且提出一些實際的改革方案，比如抑制教宗擅行管理、委任、徵稅；准許教士自由結婚；禁遏修道主義，等等。“萬民皆祭司”是很重要的觀點，但比起下面這篇文章，這篇文章提出的實際改革尺度還是很小的。
- 《教會被擄於巴比倫（英语：On the Babylonian Captivity of the Church）》（1520年10月出版）

論述聖禮。認為當時教會的七項聖禮，即洗禮、聖餐，懺悔禮(告解)，堅信禮(堅振)、婚禮(婚姻)、按立禮(授聖職)、臨終抹油禮之中，只有洗禮和聖餐是神所設立的聖禮，具備象徵、神的應許和人的信心等三項要素。並且聖餐的酒和餅是每一個信徒都可以領受，而不只領餅，神職人員代領杯。將羅馬教會比擬為那擄掠神的選民以色列人的巴比倫國。這些是非常激進的革新，從實際的層面與天主教會完全決裂。
這篇文章中，他提出聖餐是“真實的餅與酒，其中有基督真實的血與肉”，這種理論可稱為“合質說”，與天主教會的“化質說(變質說)”（饼與酒實質已變成基督的血和肉，不再是真正的餅與酒，雖然還有其外表），和慈運理的“紀念說”（餅與酒還是真實的餅與酒，並非基督的血和肉，我們在領受中紀念基督），和加爾文的“功效說”（餅與酒是真實的餅與酒，其中有基督靈性的同在）都不同，後來成為新教各派聯合的主要障礙。
- 《論基督徒的自由（英语：On the Freedom of a Christian）》（1520年11月出版）

論述因信稱義。這可以說是路德最出名、最優美的神學文章，他從自由與不自由的悖論的角度，來平衡地論述“因信稱義”與“由愛行善”兩個論題：基督徒是因信稱義，不是靠著行任何的禮儀、規條、善行，所以是自由的；基督徒藉著信成為富足，住在基督裡面，就要藉著愛行出種種的善行，甘願服事眾人，因此又是不自由的。他這麼說：“基督徒是全然自由的万人之主，不受任何人的管轄。基督徒是全然順服的万人之仆，受一切人管轄。”這篇文章是在路德收到教宗的詔書以後的回應，正面闡述他的信仰，全文絲毫不提羅馬教會或者教宗，不帶一點火氣，甚至平衡地談到禮儀的某些有益的作用。但這篇文章卻是他反對羅馬教會的神學基礎，因為羅馬教會的種種教條化的禮儀規條都是束縛了基督徒的自由。
雖然幾經斡旋，路德與羅馬教會的決裂已經無可挽回，12月10日，在詔書送達路德第60天，路德與維滕貝格大學的許多教師、學生在城門口公開地焚燒了教宗詔書、教會法、經院神學的書籍，與羅馬教會公開對抗。
1521年1月3日，教宗發布詔書，路德被革除教籍。

### 沃木斯議會（1521）

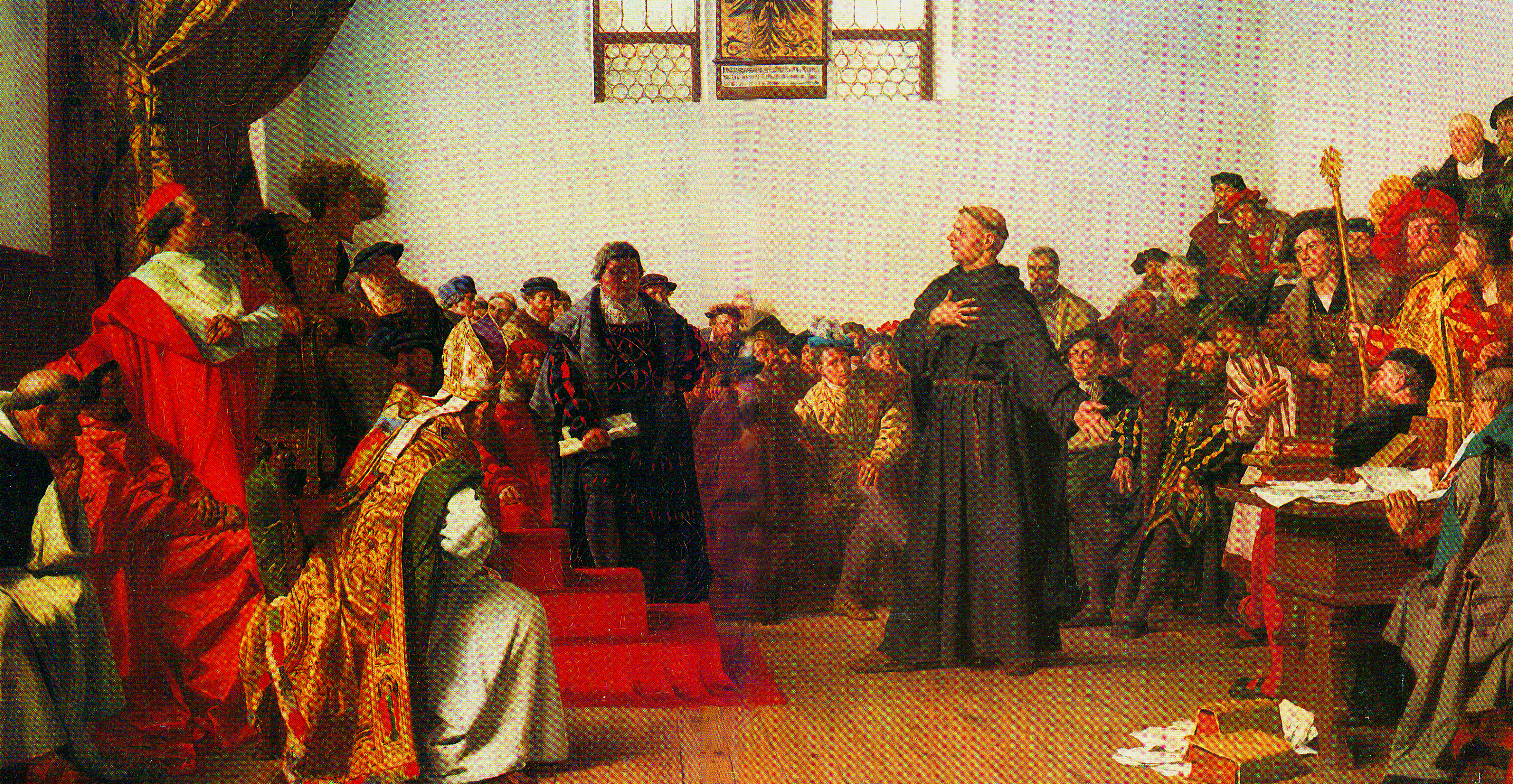
路德（中右）在沃木斯議會受審（Anton von Werner繪於1877年）

路德在政治上最重要的保護者是薩克森的領主腓特烈親王，他堅持需要對路德聽證以後才能夠判他是否有罪。羅馬教會已經下了判決，他便求助於世俗政權，神聖羅馬帝國的新皇帝查理五世。經過許多努力，路德被傳訊並得到安全保證，1521年4月17日，路德在沃木斯議會中，當著所有的王公和帝國城市代表受審，他最後一次被要求反悔。在思考一日之後，他拒絕反悔，除非有人能通過《聖經》指出他的錯誤。但這不是一個辯論會，代表1500年教會傳統的聖座的宣判已經足夠了，據說他說了這樣的名言：“這是我的立場，我別無選擇，求神幫助我，阿們”。
又經過私下的多方角力，5月25日查理五世發布了判決，路德被確認為異端，六位選侯中有四位簽了字，但腓特烈和另外一位並未簽署。判決摘要：
“以上各條我們已經仔細詳盡地研究過，因為此馬丁·路德對他的意見、謬誤和異端邪說極其頑固不化，看到和聽到他言論的學者都說他已經瘋狂，被惡靈附身。按照給他的安全保證，我們已經派衛士護送他回去。從本年4月25日他離開沃木斯開始，我們給了他20天時間。現在我們判決如下：
“我們已經宣告，現在憑此判決永久宣告，此馬丁路德被開除，已朽壞，從神聖母親教會中切除，他是一個頑固的、分裂的異端，每一個人都要如此待他。因此從現在開始任何人不得以言語或行為接納、防護、支持、或善待此馬丁路德，相反，我們要將他逮捕，按他所當得的，作為一名惡名昭彰的異端分子來懲罰。任何人如果幫助逮捕他，將得到慷慨的獎賞。
“我們禁止任何人，無論擁有何等地位或何種特權者，購買、出售、保留、閱讀、抄寫、或使人抄寫、印刷、或支持、或贊同此馬丁路德之一切書籍、文章、見解，即使其中有大公教會之教導混雜其中以欺騙人民。我們宣佈路德的書籍全部禁止並燒毀。”
沃木斯議會以後，路德名聲傳遍歐洲各地。改革教中將沃木斯議會與耶穌受審相比，審問的神父好比祭司，查理五世好比本丟·彼拉多，腓特烈好比彼得。

### 藏匿在瓦爾特堡（1521）

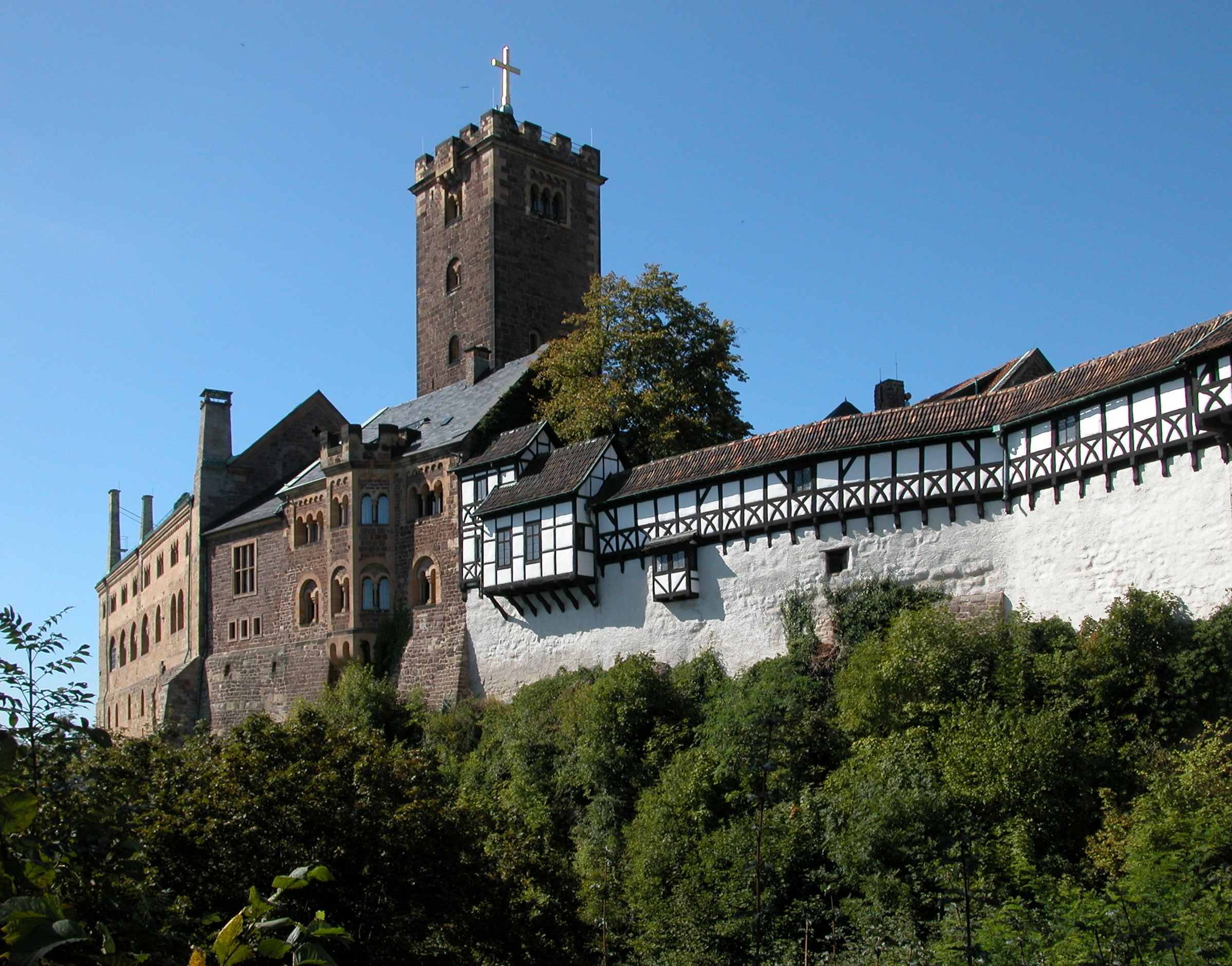
埃森纳赫，瓦爾特堡

路德隨即失蹤。有傳言他已被害。但實際上是腓特烈為了保護路德，在路德回維滕貝格的路上，派士兵「禮送」他，把路德偷偷藏在他年輕時居住過的埃森纳赫附近的瓦爾特堡，化名為約克。他在那裡隱居了將近一年。

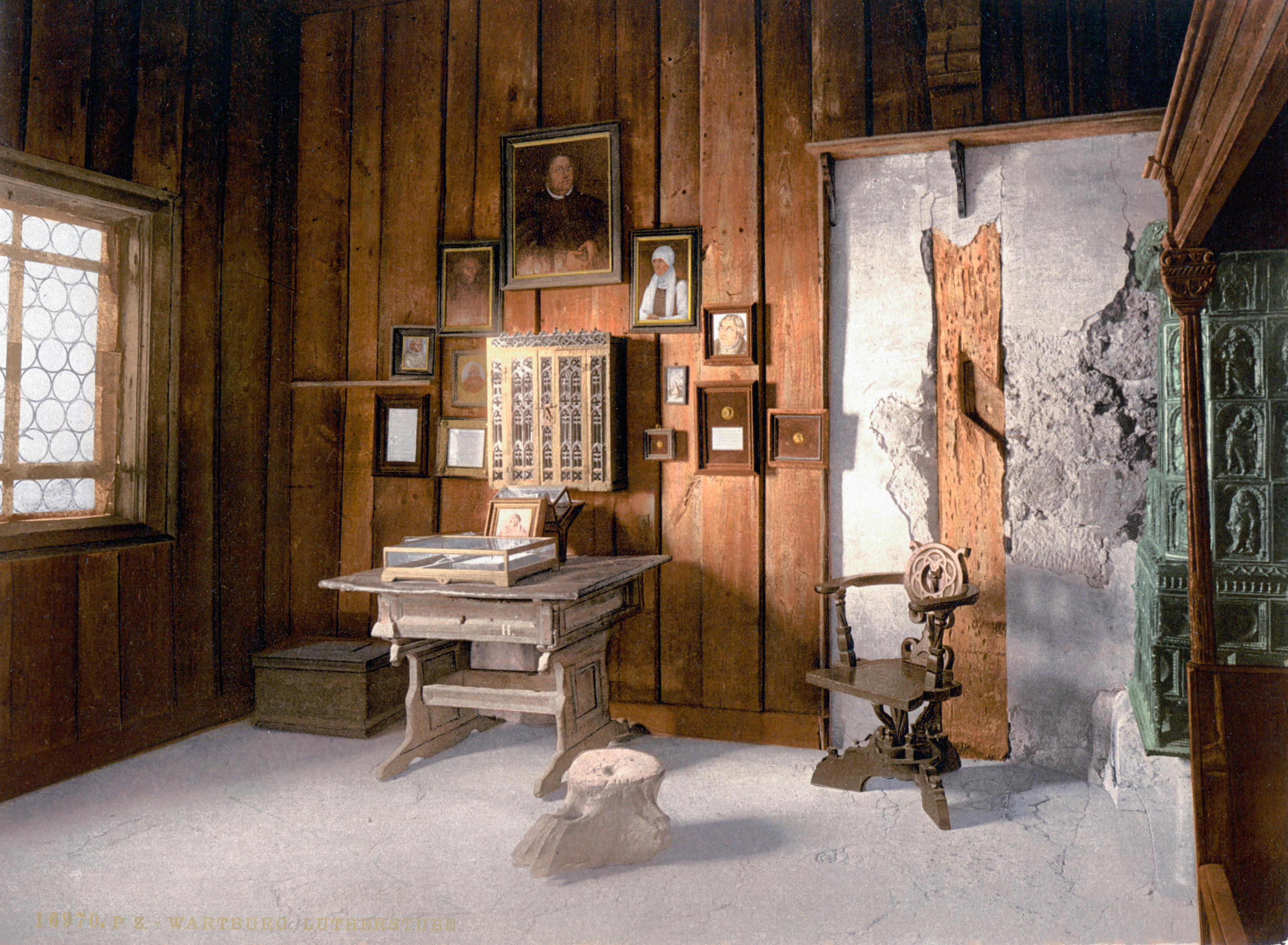
瓦爾特堡上保留的路德的隱居地。原稿第一版被保持在書桌上的箱子裏。

在那段日子裡，他繼續地寫作並與外界通信，最重要的，他把整本《新約聖經》由希臘文的原本譯成德文，讓不懂拉丁文，看不懂《聖經武加大譯本》的普通德意志人也能夠讀懂聖經。在路德以前就已经有德文翻譯，到1518年为止它14次被译为标准德语，4次被译为低地德语。但这些翻译都基于耶柔米的拉丁文翻译。路德则從希伯来语和希腊文的原文直接翻译过来。他从1521年秋开始翻译新约，在11个星期内完成初稿，1522年9月初次出版。此后他又翻译了旧约，1534年算是完成了全部的翻譯，但他一生都繼續致力於改進完善《聖經》的翻譯，字斟句酌，殫精竭慮。他使用薩克森（現德國中部）的官話為基礎，融入一些生動的地方語，用語豐富、深刻，他的《聖經》翻譯為德文的規範化起了決定性的作用。至今德國新教徒仍然在使用多次修改后的路德圣经（最后一次在2009年）。它也是德國宗教音乐的一个重要基础，因为许多宗教音乐的歌曲使用其中的诗句。

### 回到維滕貝格（1522）
路德隱藏在瓦爾特堡的那段時間，他在維滕貝格的同事開始將路德提出的宗教改革方案付諸實施，許多學生和市民非常激動，紛紛響應。改革包括聖餐禮應該向所有人開放，反對修道院，許多修士和修女離開修道院，甚至結婚，同時還提出反對在教堂內設置圖像，反對音樂。同時也有很多人不能接受改革，改革者內部也意見不一，情況非常混亂。還出現許多激進的行為，比如許多人衝進教堂、破壞祭壇、圖像，把神父趕出去，對那些向馬利亞像禱告的人扔石頭。腓特烈認為改革的步伐太快了，命令在達成一致意見以前不得改變彌撒儀式。
维滕贝格的市议会向路德求救，意思大概是希望路德能夠支持改革。路德卻深感傷痛，因為攻擊他的人說他會成為“分裂、戰爭和叛亂”的緣由，被實實在在地應驗了。路德冒著生命危險，放弃了他的隐居，于1522年3月回到維滕貝格以穩定局面。路德做了六天的佈道，傳講忍耐、愛心和對信心軟弱者的憐恤。這正是他在“論基督徒的自由”中講到的“不自由”的方面。路德反對毀壞教堂裡图像的做法，認為图像不是崇拜必需的，但《聖經》內容的圖像也没有害处。激進改革聖禮的一些領導者，比如三年前與路德一同在萊比錫辯論中並肩作戰的安德烈亚斯·卡尔施塔特（Andreas Karlstadt），願意離開，市内的安宁漸漸恢复了。此後幾年，路德在這裡實行一系列穩健的改革步驟，維滕貝格成為宗教改革的重要堡壘。雖然仍然有危險，路德得以在此度其餘生，開闢宗教改革的新道路。

## 宗教改革的發展
宗教改革運動風起雲湧，同時帶來思想震盪和分裂，跟許多錯綜複雜的因素一起引起政治鬥爭和戰爭，是是非非還待後人評說。
這許多的紛爭是馬丁路德始料未及的。有幾個客觀原因，回頭來看是比較清楚的。其一，大概公元900年以後，教會確實出現許多腐敗的問題，這是天主教會自己也承認的，到宗教改革的時候，許多問題積重難返，很難在短時間內解決。其二，印刷術在1440年被發明/引進，帶來了信息革命，馬丁路德的九十五條和後來寫的許多小冊子都藉著印刷術迅速傳遍歐洲，聖經也能夠大量印刷，神學家、牧師、貴族甚至很多的普通人都能夠自己研讀，帶來了思想的解放。第三，中世紀的歐洲宗教與政治密切聯繫，這本來源於羅馬帝國的傳統，從奧古斯丁開始，基督徒在信仰裡面接受這一點，這又強化了政教合一的現實情況。這樣，宗教問題就衍生成政治問題。第四，神圣罗马帝国的政治權力分散，皇帝、領主、議會，權力相互制衡，教會內部不同修會、教區也有很多自主權。面臨非常對立的選擇時，整個神圣罗马帝国難以做出統一的決定，各個權力集團之間極其容易釀成衝突。第五，雖然教會有很多腐敗，仍然有很多人都很認真對待信仰，修道院的修士、神學家、貴族、騎士，很多人是很真實地願意用生命來保衛信仰。

### 發展
1527年薩克森將路德宗的改革教派定為官方信仰，到1530年，德意志境內有一半的地方成為新教的領地。路德一生致力於制定完善路德宗教會的禮儀、信條、音樂等各個方面。1546年去世。
與此同時，宗教改革在歐洲各地紛紛湧現，簡單概括一下在路德去世以前的一些發展：慈運理在瑞士邦聯的蘇黎士進行相對獨立的宗教改革，1523年蘇黎士當局改信慈運理。英國國教由於英國國王亨利八世鬧離婚而不得教宗允許，與羅馬教會產生矛盾，逐漸獨立，開始自己的英格蘭宗教改革（教義改革程度較低）。1536年喀爾文發表《基督教要旨》，並以日內瓦為根據地，開始傳播喀爾文派，後來他的影響達到歐洲各地。1537年丹麥-挪威接受路德宗作為官方信仰，並繼續在北歐傳播。法國人雖以天主教為主，但喀爾文派的胡格諾派仍然持續吸引許多人改宗。至於意大利與西班牙，仍然是天主教的重鎮。

### 分化
宗教改革運動否定羅馬教會的權威，自己內部也很快出現分化，大多比路德更激進。在另外一方面，羅馬教會回應改革運動，內部也出現不同聲音。一時間各種思想百花齊放，關係錯綜複雜。下面把這階段涉及到的與路德有關係的各方面的一些人物列出來，可以一窺管豹：
- 羅馬教會強硬派
  - 埃克：神學家，曾經是路德的朋友，後來與路德在萊比錫激烈辯論，此後發展成為宗教改革運動的死對頭。
  - 喬治：公爵，與腓特烈的家族是世敵。主持召開萊比錫辯論，後來成為宗教改革的死對頭。
- 羅馬教會溫和派
  - 伊拉斯谟：著名的人文主义思想家和神学家、天主教神父，他對《聖經》從文本、文字、文學的角度做了很多考證評量的工作，修訂出版了希臘文的《新約聖經》，對羅馬教會內的腐敗提出很多批評，對路德初期的批評持同情態度，但從來沒有反對羅馬教會的權柄，後來當羅馬教會與宗教改革運動矛盾激化的時候，他很明確地站到羅馬教會一邊。羅馬教會內部像這樣的改良思想後來發展成為對應改革運動，在羅馬教會內部改良。
  - 阿爾佈特大主教：就是他當年發行贖罪券引起路德張貼九十五條，似乎他應該跟路德勢不兩立才對，但他後來卻成為羅馬教會內部一位溫和派人士，1525年路德結婚，他還送來禮物。1530年查理五世威脅要對改革派動用武力，路德寫信給他請他調和，維持和平。他後來准許自己教區的新教教徒有信仰的自由。
- 路德的支持者
  - 腓特烈公爵：薩克森選侯，路德的政治保護者，為路德不遺餘力爭取聽證的機會，當路德被判為異端之後，成為宗教改革的堅定支持者。
  - 梅兰希通：路德的同事與朋友，學者，性格溫和，支持路德的立場。
- 較激進的改革者
  - 慈運理：瑞士宗教改革家，與路德意見在絕大多數問題上相通，但對於聖餐持紀念說，與路德的合質說不同。在馬爾堡兩人就此相持不下，不能達成一致，以致新教內部各自為政。作為牧師，親自帶領蘇黎世州與瑞士其他的天主教州作戰，1530年在卡珀爾戰爭（英语：Second War of Kappel）中死去。
  - 马丁·布策：斯特拉斯堡的改革者。早年與路德在奧斯定修會的會議中相遇，後來成為改革者，接受慈運理的聖餐紀念說，努力調停路德與慈運理的矛盾，也曾試圖調和與羅馬教會的對立，不成功，自己被斯特拉斯堡趕走，去英國，繼續傳播宗教改革。
- 激進改革者
  - 安德烈亚斯·卡尔施塔特：路德的同事，當路德隱藏在瓦爾特堡的時候，他帶領在維滕貝格的激進改革，不穿制袍，傳遞聖餐，主張廢去教堂內畫像，引起很大紛爭。路德回來以後，他同意離開，到另外一個地方的小教會去任職，但思想更加激進。反對畫像雕塑、反對音樂，否認聖餐有基督質的同在，反對嬰兒洗禮，反對職業神職人員，守安息日。他希望回到初代教會的做法，但路德認為硬搬一些做法只是以一種律法主義代替另一種律法主義。
  - 茨維考的先知：當路德隱藏在瓦爾特堡的時候，從茨維考來三位自稱先知的人，他們宣稱神的靈充滿他們，有《聖經》以外的新的啟示，引起很多混亂。路德回去以後，與他們對抗，讓他們顯神蹟證明自己的先知身份，他們拒絕，後來離開。
  - 托马斯·闵采尔：可以算是重洗派，主張激進的社會改革，後來積極參與農民戰爭，被捕身亡。

宗教改革者不是沒有試圖合一，1529年在馬爾堡，1530年在奧格斯堡，宗教改革領袖聚在一起的時候都試圖達成一致的信仰告白，但主要是在聖餐的問題上不能達成一致意見，宗教改革一直多多少少各自為政，但面對共同敵人的時候也有聯合。

### 戰爭

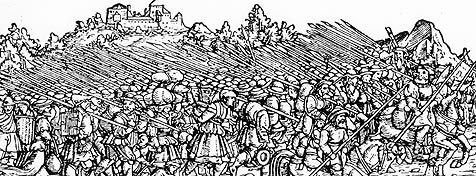
16世紀的農民起義

1524-1525年在神聖羅馬帝國出現農民起義，有很多經濟的原因，他們也反對羅馬教會，奉路德為精神領袖，但路德並不贊成武力，反而發表文章，支持貴族動用武力，鎮壓起義，最後農民失敗。1531年瑞士的新教與天主教領地之間爆發卡珀爾戰爭。他1546年去世以後100年內，歐洲經歷了更多的戰爭都與宗教矛盾有很大的關係。

## 婚姻和家庭

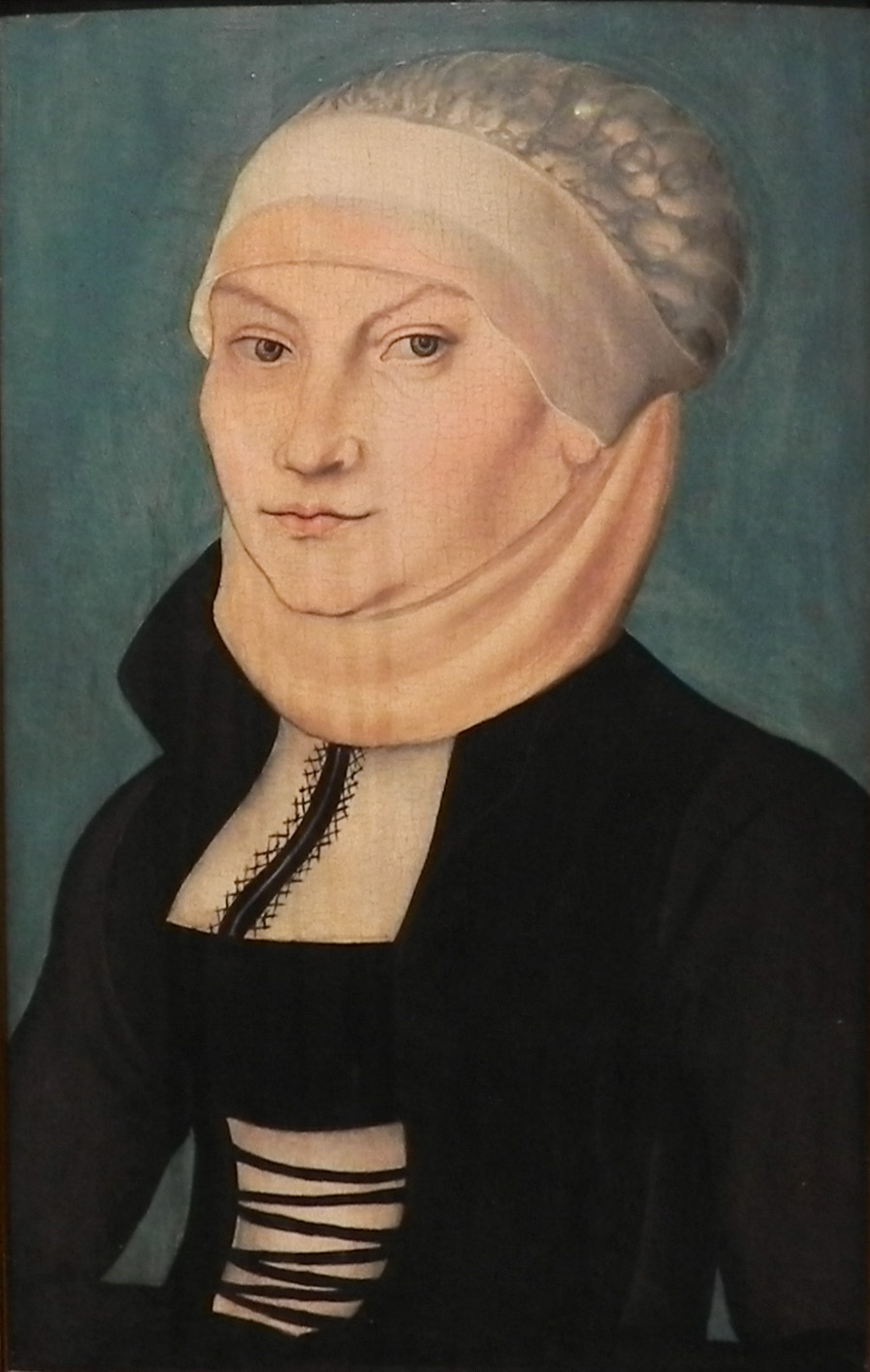
路德的妻子卡塔琳娜·冯·博拉，由老卢卡斯·克拉纳赫所画，1528年。

1525年6月13日，路德與一個于1524年從修道院中逃出來的修女卡塔琳娜·冯·博拉訂婚，6月27日兩人結婚。對路德來說，這是他對理論的實踐，因為他很反對修道院神父和修女不能結婚的規定，認為禁欲並無必要性。卡塔琳娜在他困難和抑鬱時期幫了他很大的忙，她在家裡收留學生，以此來賺錢度過貧困時期，許多人將路德的言語紀錄了下來，成為寶貴的資料。兩人共有六個孩子，其中三個早夭。

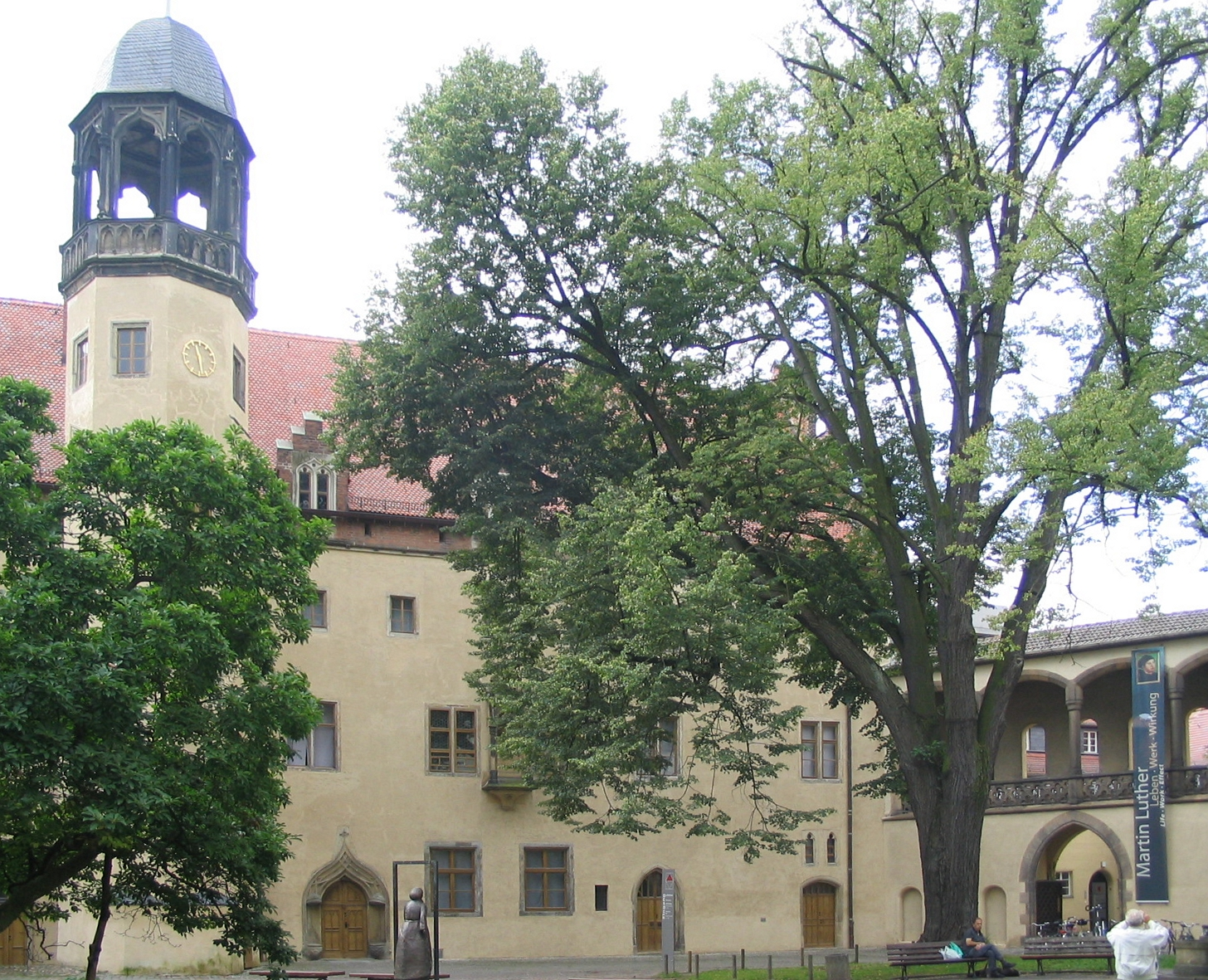
路德之家是路德在维滕贝格的住处。

1546年路德因疾病交加去世。

## 路德的神學思想
路德著述頗豐，也頗為分散，小冊子、文章、講道、談話錄佔了很大一部分，大部頭書反而不多。他的思想也是在發展中，前期和後期常常不一樣，他有時候在辯論中說一些很激動的話，也未必能完全代表他的思想。因此解釋他說的話需要比較小心。
路德繼承了基督教思想的很多傳統，比如舊約新約的典籍、三大信經、三位一體、人的原罪、耶穌的拯救，等等，他與羅馬教會分道揚鑣的問題主要是因信稱義、教宗權柄、聖禮這三個問題。雖然路德沒有用五個唯獨來總結他的信仰，但這確實是對宗教改革者的思想的一個很好的總結，當他們如此強調五個唯獨的時候，就沒有什麼多餘的神聖性留給教會的權柄和教會的傳統了，他們毫不猶豫地加以批評。也因為同樣的原因，他們彼此也可以有很激烈的批評，路德與慈運理之間的矛盾簡直不比路德與教宗的矛盾小。

### 著述
所幸他的基本思想在下面幾樣著述裡表述的很清楚：
- 《協和書》（1580）[18]：路德宗教會於1580年匯集出版的代表路德宗信仰的核心文章，包括路德本人和其他一些人的著述，與路德關係最密切的有：
  - 《奧格斯堡信條》（1530）:梅兰希通於1530年在奧格斯堡代表路德宗提交給查理五世的信綱，路德沒能參加這次會議，但對梅蘭希通的成果頗為讚賞。
  - 《路德小教義問答（英语：Luther's Small Catechism）》、《路德大教義問答（英语：Luther's Large Catechism）》（1529）：馬丁.路德所著的兩個版本的教義問答（教義問答），小教義問答是給教會中的兒童教育所用，但也是對路德神學的一個簡明扼要的介紹，大教義問答更加深入，但也是屬於針對教會普通會眾的。
  - 《施馬卡得信綱（英语：Smalcald Articles）》（1537）：馬丁．路德所著，供施馬爾卡爾登聯盟教會會議使用。
- 宗教改革三大文獻[19]
  - 《致德意志基督教貴族公開書（英语：To the Christian Nobility of the German Nation）》（1520）：論教宗權柄。提出萬民皆祭司，提倡信徒對教會進行改革。
  - 《教會被擄於巴比倫（英语：On the Babylonian Captivity of the Church）》（1520）：論聖禮。提出只有洗禮和聖餐是神所設立的聖禮。
  - 《論基督徒的自由（英语：On the Freedom of a Christian）》（1520）：論因信稱義。提出基督徒同時生活在因信稱義的自由和因愛行善的不自由當中。
- 重要文獻
  - 《詩篇註釋》(第一版)（1515）
  - 《羅馬書註釋》（1516）
  - 《詩篇註釋》（第二版）（1518）
  - 《論善功》（1520）: 主張功德是信心加上愛心行為的表現。提出各行各業均有呼召，無聖俗之分。[20]
  - 《回到維滕貝格的八篇講道》（1522）：路德為了平息維滕貝格混亂而講的八篇道。
  - 《論意志之束縛（英语：On the Bondage of the Will）》（1525）: 路德為回應伊拉斯謨的《論自由意志》，關於自由意志是否存在的辯論而出版。[21]
  - 《加拉太書註釋》（1535）: 路德自己最喜愛的著作。總結“因信稱義”的神學。[22]
- 其他
  - 《飯桌談話（英语：Table Talk  (Luther)）》（1566）：這是一本很有趣的書，路德家裡收留很多學生做房客，他們很在飯桌上與路德常常長篇大論地談話，還很勤奮地記筆記，其中一位將筆記整理發表，包含了很多未經梳理過的路德思想原始素材，但這裡面的東西常常很多即興之語，並非成熟的想法。

### 關於因信稱義
因信稱義的概念最重要的《聖經》根據是在《羅馬書》，特別是下面幾處經文
“因為世人都犯了罪，虧缺了神的榮耀；如今卻蒙神的恩典，因基督耶穌的救贖，就白白地稱義。”（羅馬書3：23-24）
“所以我們看定了：人稱義是因著信，不在乎遵行律法”。（羅馬書3：28）
“神的義正在這福音上顯明出來；這義是本於信，以至於信。如經上所說：‘義人必因信得生’”（羅馬書1：17）
路德特別強調“因信稱義”，他翻譯的德文《聖經》將《羅馬書》3：28譯為“人稱義是單單因著信”，這裡的單單（德文：allein，英譯：alone）是原希臘文《聖經》沒有的，但路德認為是準確地表達了原文的意思，而早於路德出生前天主教會於日內瓦（1476年）和紐倫堡（1483年初）所出版的《聖經》亦已有「唯獨信心」（德文："Nur durch den Glauben"和義大利文："per sola fede"）一譯。羅馬教會對此極其反對，但路德對此非常堅定。
《奧格斯堡信綱》這樣論因信稱義：
“在神面前，人不能以自己的能力、好處、工作成義，而是白白地地靠著基督、通過信心稱義，這信心就是信他們已被接納進恩典當中，他們的罪已因基督的緣故被饒恕，基督通過他的死，使我們的罪的工價被滿足。神將這信歸算為他眼中的義。”
因信稱義不是一個孤立的概念，路德曾經掙扎的一個問題是羅馬書1:17中講到神的義在這個過程中所起的作用到底是什麼，後來1516年左右他恍然大悟，終於對因信稱義融會貫通，篤信不疑。這在上文他的生平中已經講到。

### 關於教宗
在施馬卡得信綱中，路德這麼講：
按照上帝的律或上帝的話語，教宗不是基督世界的頭，那個頭銜僅僅屬於耶穌基督。他只是在羅馬的教會 - 還有那些自願地、或按照人創造的政治體制，歸順於他的基督徒 - 的主教和神父。他們不是在他下面當他為主人，而是與他一起同為弟兄和同工，如古時的議會和聖希比路所指出的。
但今天沒有一個主教敢像在聖希比路的時候那樣稱教宗為弟兄，而是必須稱他為最有恩典的主，就算是國王或者皇帝也是如此。我們的良心不會、不能、也絕對不可以接受這樣的傲慢。那些要如此做的人跟我們無關。
由此可知，教宗所做的一切事情，出於一個如此錯誤、混亂、褻瀆、傲慢的權柄，從過去到現在都純粹是邪惡的事情，（只有在有關世俗權力的一些事情上有例外，在那裡上帝常常允許即使是一個獨裁和不信的惡人也可以對人民做一些好事），這毀壞了整個的大公基督教會，破壞了基督救恩的首要原則。

在他的聖諭與書籍中，教宗像獅子一樣吼叫（啟示錄12），說基督徒除非能順服他和他所願、所說、所做的一切，否則不能得救。總之，儘管你相信基督，在他裡面有救恩一切所必需的，但都沒有用，除非你把我[指教宗]當神一樣來拜、來臣服和順從。但可以證實，聖教會有500年是沒有教宗的，即使今天，希臘還有其他許多民族的教會[注：指東正教會]從來沒有、現在也沒有歸在教宗之下。另外，像經常所講的，這是一個人的想像，既無必要，也沒有用處，大公基督教會沒有這個頭也可以存在；而且存在得更好，更潔淨，更興旺，如果魔鬼沒有樹立這個頭。教宗制度在教會中沒有用處，沒有屬基督的功能，所以教會不要教宗而存在下去是必要的。

### 關於聖禮
什麼是聖禮？聖禮的作用是什麼？路德在《教會被擄於巴比倫》中這麼說：
在上帝的每一個應許中，他給我們兩樣東西：話語與記號。話語乃是所立之約，記號就是聖禮。話語的能力既比記號的能力更大，所以約的能力也比聖禮的能力更大。沒有記號或聖禮，一個人還是能夠持有並使用話語或約。聖禮被人遵行，並未得以完成，但被人相信，就得以完成了。
所以，路德認為聖禮是從神而來，是神與我們的約的記號。在天主教會的七項聖事（即聖禮），即聖洗聖事（即洗禮），聖體聖事（即聖餐禮），和好聖事，堅振聖事，婚配聖事，聖秩聖事，病人傅油聖事之中，只有洗禮和聖餐是神所設立的聖禮。其他的可以是教會的儀式，也可以有神的祝福，但不是聖禮。比如說，他這樣講到堅振禮：
然而我們所求的乃是神所設立的聖禮，在其中我們沒有理由把堅振禮也列入。因為凡是一種聖禮，最重要的是必須有神的應許，以便培養信仰。雖然基督曾給許多人按手，並將按手包括在馬可福音十六章所講的神跡中，“手按病人，病人就必好了”，但我們沒有看到基督曾給堅振禮什麼應許[譯註：指沒有關於救恩的應許]。沒有人認為基督的這些話是指聖禮而言，不可以這樣理解。所以最多只能把堅振禮當做教會的一種禮儀，或神聖的儀式，如祝福聖水一類的儀式一樣。
路德對於聖禮非常看重，因為那是神的應許的記號，不相信這個記號本身，也是對神的約的懷疑，這涉及到整個是否得救的問題。所以後來與慈運理等其他改革運動者在聖餐的問題上大家都不肯退讓。但其他的禮儀卻不需要一致。《奧格斯堡信綱》這樣論禮儀：
對於教會的真合一，在福音教義上和聖禮的實行上一致便足夠，人的傳統，即人的禮儀和儀式，不需要每個地方都一樣。
關於洗禮，路德接受嬰兒洗，這是神的應許的記號，也是嬰兒得救所必需的，因為即使是嬰兒也有原罪，沒有洗禮是不能得救的。但對於有選擇能力的成人，信心才是得救的確據，僅僅是嬰兒洗本身並不能確保人的得救。他在《教會被擄於巴比倫》中這樣說：
因為祂要那沒有貪心和迷信的小孩們，可以藉著這聖禮被接入聖道純樸的信仰中，成為聖潔，甚至今日洗禮對小孩還是主要的神恩。撒旦雖不能摧毀洗禮對小孩的力量，卻曾經摧毀了洗禮對一切成人的力量，以致成人中幾乎沒有人想起洗禮來，更少有人以洗禮為榮耀；他們另外發明了許多免除罪惡，達到天堂的辦法。在洗禮中，首要的是神的應許，就是‘信而受洗的必然得救”（馬可福音16：16）。這應許高於一切善功、起願、修道等等花哨的東西，以及人在洗禮之上附加的東西。因為我們得救全在乎這應許。但我們必須用信心接受這應許，決不懷疑我們在受洗之時，就已得救了。因為除非在洗禮中存有或賦予這信心，洗禮對於我們就非但沒有什麼益處，甚至成為我們受洗時和一生中的阻礙；因為那種不信是等於控告上帝的應許為謊言，這乃是最大的罪惡。
《奧格斯堡信綱》這樣論洗禮：
洗禮是得救所必需的，神的恩典通過洗禮施加於人，兒童應當受洗，他們通過洗禮被獻給神，就被接納如神的恩典當中。他們[路德宗]反對重洗派，那些人否定嬰兒洗，認為嬰兒不經過洗禮就得拯救
關於聖餐，路德認為聖餐是每一個信徒都可以領受，而不只是神職人員。這是非常激進的革新，從實際的層面與天主教會完全決裂。
路德認為聖餐是“真實的餅與酒，其中有基督真實的血與肉”，這種理論可稱為“合質說”，與天主教會的“化質說”（饼與酒實質已變成基督的血和肉，不再是真正的餅與酒，雖然還有其外表），和慈運理的“紀念說”（餅與酒還是真實的餅與酒，並非基督的血和肉，我們在領受中紀念基督），和加爾文的“功效說”（餅與酒是真實的餅與酒，其中有基督靈性的同在）都不同，後來成為新教各派聯合的主要障礙。
《奧格斯堡信綱》論聖餐：
關於主的聖餐，他們[路德宗]認為基督的血與肉是真實在其中，分給吃的人。他們否定那些不同的教導。

### 關於婚姻
路德的首次論婚姻的課題，是在1519年完成〈論婚姻價值〉的講道，此後在1520年路德寫《教會被擄於巴比倫》亦對此課題詳加闡釋；及至1521年路德又寫了一篇《論修道誓願》，反駁修士的獨身；到了1522年路德以一篇更長的篇幅，再次申論並宣講婚姻的層面，他自己於1525年結婚的一個原因也是要印證和實踐他的婚姻觀。下面各條引自《教會被擄於巴比倫》：
- “婚姻是基督和教會的預表。”
- “婚姻是神所設立的”。“由神所定的生活方式”。
- “不可禁止嫁娶”，“執事，神父，主教或其他受了聖職之人的婚姻，都是不能作廢的”。
- “至於人是否可離婚，還是一個未決的問題”。
- “把婚姻看為聖禮，完全沒有《聖經》的證明”。

### 關於聖樂
在羅馬教會裡，聖樂是由神父和詩班所唱，馬丁.路德打破了這個限制，開始了會眾唱詩的做法。路德非常喜愛音樂，他說“音樂是神給人的一份美好的禮物。在神學之後，我給予音樂最高的地位和榮譽。除了神的話以外，只有音樂可稱為是人心中感情的主婦。”他對於音樂在敬拜中的作用非常重視，他精心設計敬拜中的音樂，請著名音樂家來指揮他教會的詩班，他自己一生也寫了約37首詩歌，最著名的作品為上主是我堅固保障一曲。他對音樂取材廣泛，包括天主教會傳統的格里高利圣咏，荷蘭學派多音部合唱，德國民歌。
馬丁·路德於1524年編輯出版了德文的《聖詩集》，包含8首詩歌，其中4首是路德自己寫的，廣泛發行，影響頗大。同年擴充到《聖詩手冊》，增加到26首。同年，路德與好友約翰·瓦爾特出版《新德意志宗教歌曲集》Geystliche Gesangk Buchleyn，又稱《威登堡聖詩》Wittenberg Gesangbuch，有43首聖詩，並由路德寫序言。學者們常常把新教音樂的起源訂於1525年。

### 關於崇拜儀式
馬丁.路德於1523年制定拉丁崇拜儀式《彌撒和聖餐的儀式》，在1526年制定《德文彌撒》，將講道列於崇拜的中心地位，並讓參加崇拜的信徒一起唱聖詩，直接領聖餐。他制定這些儀式僅僅是一個樣本，不是要成為一種一成不變的規則。後來的改革教派將崇拜儀式大大簡化，相比起來，路德制定的儀式與天主教會的還是非常相似的。
| 拉丁彌撒儀式                 | 德文彌撒儀式         |
| ---------------------------- | -------------------- |
| 進台經（詩篇）               | 進台經（詩篇或聖詩） |
| 垂憐經（唱希臘文）           |                      |
| 榮耀經                       |                      |
| 祈禱文                       |                      |
| 使徒書信                     |                      |
| 升階經或哈利路亞             | 诗班唱詩             |
| 福音                         |                      |
| 尼西亞信經                   | 信經（詩歌形式）     |
| 講道                         |                      |
| 預備聖餐用品                 | 領聖餐前的告誡       |
| 問安：唱振起你心             |                      |
| 前言                         |                      |
| 設立聖餐                     |                      |
| 主禱文                       |                      |
| 平安（認罪）                 |                      |
| 領聖餐（唱羔羊經和聖餐詩歌） |                      |
| 祈禱文                       |                      |
| 祝禱                         |                      |

### 關於猶太人
路德一生對猶太人的看法是有改變的。反猶主義在歐洲一直很流行，路德開始是提倡善待猶太人，希望在革除掉天主教的種種弊端以後猶太人能夠信基督教，但後來結果顯然很不理想，相反，他感到猶太人在試圖改變基督徒的信仰，他變得很憤怒，也開始提倡惡待不肯信基督的猶太人。后来的反犹主义者（比如阿爾弗雷德·羅森堡，納粹德國的尤利烏斯·施特萊徹）常常引用路德的言论为迫害犹太人制造理由。路德的觀點成了許多爭論的焦點，但非常明確的一點是，他的論點始終立基於信仰，而無關乎種族。
1516年，路德写道：“很多人骄傲地称犹太人是狗，是做恶者；但他们是何等愚蠢，因为他们没有意识到，他们和犹太人一样，在上帝的眼中是何等邪恶和污秽”。
1523年，路德在文章《耶穌基督生為猶太人》中說：
 
如果我是猶太人，看見這些笨蛋和方頭在管理和教導基督信仰，我寧願做一條豬也不要做基督徒。他們把猶太人當狗而不是人看待，他們只知道蔑視他們，沒收他們的財產。當猶太人看見猶太教有《聖經》的強烈支持，而基督教卻只是沒有《聖經》根據的胡言，他們怎麼能說服自己成為好基督徒呢？我盼望如果我們善待猶太人，仔細地用《聖經》來教導他們，他們中的許多會成為真正的基督徒，回到他們先祖、先知的信仰。如果使徒們 - 他們也是猶太人 - 像我們外邦人待猶太人一樣來待外邦人，在外邦人中間絕不會有基督徒的。...如果我們要想幫助他們，我們不能夠用教宗的法律來對待他們，而要用基督的愛來對待他們。我們必須善待他們，准許他們跟我們通商、工作，讓他們可以有機會跟我們相交，聽見基督教的教導，看見基督徒的生活。如果他們中有一些是硬頸不改的，又怎樣呢？我們自己也不全是好的基督徒。”
但是大概從1537年以後，路德对犹太人的反应非常失望，對他們不相信耶稣基督是弥赛亚感到愤怒，非常敵對，比如1538年《写给一个朋友反对犹太人的信》和1543年寫的《犹太人和他们的谎言》，都強烈地表達了這種意見。其中後者是他一生所發表的最後幾篇文章之一，1546年路德去世。
他在《犹太人和他们的谎言》的前言中写道：
我已經決定不再寫關於或者反對猶太人的文章了，但是我了解到那些可憐而邪惡的人不停止試圖贏得基督徒，我決定發表這篇小冊子，使我能被看見是抵制猶太人的惡毒行動的人之一，已經警告了基督徒要提防他們。我本不覺得基督徒會被猶太人愚弄，跟他們一樣被驅逐和受苦，但魔鬼是這個世界的王，在上帝的道不掌權的地方，他就輕易得逞，不僅在軟弱者當中，也在強壯者當中。願上帝幫助我們。阿門。”
文中論述猶太人如何從各個方面褻瀆耶穌基督和《聖經》，以及猶太人如何在經濟上欺詐基督徒，然后他列出对待犹太人的七步计划：
第一，避開他们的犹太教堂和学校，如果摩西活在今天的話，他會第一個燒掉它們。第二，不許他們擁有住房，因为他们在他们的住房里做与在他们的学校里同样的事。然后象吉普赛人一样将他们圈在一个大厅或圈欄里，好让他们知道在我们的国土内他们不是主人。第三，没收所有他们的禱告书和塔木得經书，因为在这些书里他们传播谎言、诅咒和对上帝的诽谤。第四，禁止他们的拉比教书。第五，不向犹太人提供保护，不许他们使用街道。第六，禁止他们放高利贷，没收他们的钱币和金银，存放起來，如果有猶太人真正皈依，可以按情況給他一定數額，讓他可以養活自己的家庭。第七，给年轻和健壮的犹太人镰刀、斧头、铲子、纺织机，让他们用自己的汗水赚他们的面包。
文章的結尾是這樣的：
我希望在這本小冊子裡，那些不想變成猶太教徒的基督徒能找到足夠的論點，來抵制那些瞎眼、惡毒猶太人，成為猶太人的邪惡、謊言、咒詛的敵人，知道他們的信仰不僅是錯誤的，他們還被邪魔所附。基督，我們親愛的主，施恩改變他們的信仰，將我們保守在上帝的知識裡，那就是可靠的永生，阿門。

## 引用和注释
1. ↑  Plass, Ewald M. "Monasticism," in What Luther Says: An Anthology. St. Louis: Concordia Publishing House, 1959, 2:964.
2. ↑  Ewald M. Plass, What Luther Says, 3 vols., (St. Louis: CPH, 1959), 88, no. 269; M. Reu, Luther and the Scriptures, Columbus, Ohio: Wartburg Press, 1944), 23.
3. ↑  Luther, Martin. Concerning the Ministry (1523), tr. Conrad Bergendoff, in Bergendoff, Conrad (ed.) Luther's Works. Philadelphia: Fortress Press, 1958, 40:18 ff.
4. ↑  Fahlbusch, Erwin and Bromiley, Geoffrey William. The Encyclopedia of Christianity. Grand Rapids, MI: Leiden, Netherlands: Wm. B. Eerdmans; Brill, 1999–2003, 1:244.
5. ↑  Tyndale's New Testament, trans. from the Greek by William Tyndale in 1534 in a modern-spelling edition and with an introduction by David Daniell. New Haven, CT: Yale University Press, 1989, ix–x.
6. ↑  Bainton, Roland. Here I Stand: a Life of Martin Luther. New York: Penguin, 1995, 269.
7. ↑  Bainton, Roland. Here I Stand: a Life of Martin Luther. New York: Penguin, 1995, p. 223.
8. ↑  dead link 的存檔，存档日期2014-04-11.. "The Lutherhaus (Luther House) in Eisenach is where Martin Luther lived as a schoolboy with the Cotta family from 1498 to 1501."
9. ↑  Martin Luther tour - Spiritual Travels （页面存档备份，存于）“St. George’s Church: As a student, Luther sang in the church’s boys choir and he later preached here.”
10. ↑  Roland Bainton, 1950 & 1978，"Here I Stand: A Life of Martin Luther",  Abingdon Press, p49.譯文參照陸中石古樂人譯譯林出版社，p49
11. ↑  Martin Luther's Tower Experience 的存檔，存档日期2014-02-16.. Luther makes it clear in several places that this, not the Theses, was the pivotal event of his life. The most important of these appears in his Preface to the Complete Edition of Luther's Latin Writings of 1545. Several other mentions of the event are recorded from his "Table Talks," one from 1532（LW 54:193-194）, one from 1538（LW 54:308-309）, and one from 1542-43（LW 54:442-443）.
12. ↑  Roland Bainton, 1950 & 1978, "Here I Stand: A Life of Martin Luther", Abingdon Press, pp281-291
13. ↑  Roland Bainton, 1950 & 1978, "Here I Stand: A Life of Martin Luther"
14. ↑  唯獨上帝恩典 （页面存档备份，存于）林潔美牧師 臺灣基督長老教會
15. ↑  Augnet.org 的存檔，存档日期2014-04-27.: For as early as February 1518 Gabriele della Volta O.S.A., the Vicar to the Prior General of the Augustinians, in accordance with the Pope's wishes, dispatched instructions to Johann von Staupitz O.S.A. to admonish Luther.
16. ↑  林鴻信，基督宗教思想史(下)，(台北，國立臺灣大學出版中心 ，2014)，393頁
17. ↑  林鴻信，基督宗教思想史(下)，(台北，國立臺灣大學出版中心 ，2014)，393-394頁
18. 1 2 3  . bookofconcord.org.   [2017-11-11]. （原始内容存档于2020-10-25）. （页面存档备份，存于）
19. ↑  林鴻信，基督宗教思想史(下)，(台北，國立臺灣大學出版中心 ，2014)，384頁
20. ↑  林鴻信，基督宗教思想史(下)，(台北，國立臺灣大學出版中心 ，2014)，395頁
21. ↑  林鴻信，基督宗教思想史(下)，(台北，國立臺灣大學出版中心 ，2014)，396-397頁
22. ↑  林鴻信，基督宗教思想史(下)，(台北，國立臺灣大學出版中心 ，2014)，387頁
23. ↑  Hodge, Charles, Commentary on the Epistle to the Romans（New Edition）, 1864, p100, "Catholic translators before the time of Luther had given the same translation. So in the Nuremberg Bible, 1483, "Nur durch den Glauben." And the Italian Bibles of Geneva, 1476, and of Venice, 1538, per sola fede. The Fathers also often use the expression, "man is justified by faith alone"
24. ↑  The Augsburg Confession - Book of Concord （页面存档备份，存于）. Article IV Justification
25. ↑  Luther, "Lectures on Romans", Luthers Werke. 25:428
26. ↑  Martin Luther, "That Jesus Christ was Born a Jew," Trans. Walter I. Brandt, in Luther's Works（Philadelphia: Fortress Press, 1962）, pp. 200-201, 229.網絡節選版：MARTIN LUTHER, "That Jesus Christ Was Born a Jew"（1523） - excerpts （页面存档备份，存于）, Council of Centers on Jewish-Christian Relations.
27. ↑  Martin Luther, The Jews and Their Lies （页面存档备份，存于）. Remnant Resource Network.